# Franc Puncer (pisatelj)
Franc (Franjo) Puncer - Aci [fránc (fránjo) púncer - áci], slovenski biolog in pisatelj, * 1934, Celje, † 1994.

## Življenje in delo
Študiral je biologijo. Deloval je kot profesor na celjski gimaziji. Bil je tudi ravnatelj Srednje zdravstvene šole v Celju.
Puncer je bil eden naših najvidnejših piscev znanstvene fantastike.
V letu 1970 je SLG Celje uprizorilo njegovo znanstvenofantastično igro Pregnani iz raja. Daljša novela z enakim naslovom je izšla leta 1978 v njegovem prvencu Izgubljeni človek. To delo je prva slovenska znanstvenofantastična zbirka novel.
V antologiji slovenske znanstvene fantastike Mavrična krila iz leta 1978 je sodeloval z novelo Zajedavec.
V v svojih romanih in zgodbah je uvedel več lemovskih tem, kar je bila novost. Pokazal je na človekove neumnosti in napake prek dolgih potovanj. 

## Izbrana dela
- Pregnani iz raja (1970),
- Izgubljeni človek (Mladinska knjiga, Ljubljana 1978) (COBISS),
- Časovna vrv (Fit Media, Laško, Celje 1993) (COBISS),
- Wemarus (Tehniška založba Slovenije, Ljubljana 1994) (COBISS),
- Opna (Obzorja, Maribor 1995) (COBISS).